# Adam Siao Him Fa
Adam Siao Him Fa (* 31. Januar 2001 in Bordeaux, Aquitanien) ist ein französischer Eiskunstläufer, der im Einzellauf startet. Er ist der Europameister von 2023 und 2024.

## Werdegang
Siao Him Fas Eltern, Patricia und der Anästhesist Daniel, sind in den 1980er Jahren aus Mauritius eingewandert. Adam ist das jüngste von 4 Kindern der Familie.
Bereits mit 15 Jahren nahm er erstmals an den französischen Meisterschaften der Senioren teil. In der Saison 2018/19 wurde Siao Him Fa erstmals Zweiter der Französischen Meisterschaften und qualifizierte sich damit erstmals auch für die Europameisterschaften. Bei seinem Debüt belegte er den zwölften Platz. Im Jahr darauf wurde er als erneuter französischer Vizemeister Elfter bei seinen zweiten Europameisterschaften.
Im Jahr 2022 bestritt Siao Him Fa seine ersten Olympischen Spiele und beendete diese auf einem guten 14. Rang. Hierbei erreichte er mit seinem Kurzprogramm zur Filmmusik von Star Wars und seiner Kür zu einem Daft-Punk-Medley insgesamt 250,15 Punkte, einen neuen persönlichen Punkterekord in der Gesamtleistung.
Bei den Eiskunstlauf-Weltmeisterschaften 2022 erreichte der im Kurzprogramm den 10., in der Kür den 6. und so in der Gesamtleistung den 8. Platz.
2023 und 2024 wurde Siao Him Fa Europameister.
Bei den Europameisterschaften 2025 erreichte er den 3. Platz. Nach dem Kurzprogramm hatte er noch auf dem 1. Platz gelegen, fiel aber aufgrund mehrerer Unsauberkeiten in der Kür auf den 3. Platz zurück.

## Ergebnisse
| Meisterschaft/Jahr                                   | 2016  | 2017  | 2018  | 2019  | 2020  | 2021  | 2022  | 2023  | 2024  | 2025  |
| ---------------------------------------------------- | ----- | ----- | ----- | ----- | ----- | ----- | ----- | ----- | ----- | ----- |
| Olympische Winterspiele                              |       |       |       |       |       |       | 14.   |       |       |       |
| Weltmeisterschaften                                  |       |       |       |       |       |       | 8.    | 10.   | 3.    | 4.    |
| Europameisterschaften                                |       |       |       | 12.   | 11.   |       |       | 1.    | 1.    | 3.    |
| Französische Meisterschaften                         | 8.    | 8.    | 4.    | 2.    | 2.    | 2.    | 2.    | 1.    | 1.    |       |
| Juniorenweltmeisterschaften                          |       |       | 17.   | 6.    | 7.    |       |       |       |       |       |
| Grand-Prix-Serie/Saison                              | 15/16 | 16/17 | 17/18 | 18/19 | 19/20 | 20/21 | 21/22 | 22/23 | 23/24 | 24/25 |
| Grand-Prix-Finale                                    |       |       |       |       |       |       |       |       | 4.    | Z     |
| Grand Prix de France                                 |       |       |       |       |       | A     | 8.    | 1.    | 1.    | 1.    |
| NHK Trophy                                           |       |       |       |       |       |       |       | 5.    |       |       |
| Skate America                                        |       |       |       |       |       |       | 9.    |       |       |       |
| Cup of China                                         |       |       |       |       |       |       |       |       | 1.    | 3.    |
| A = Wettbewerb abgesagt; Z = Teilnahme zurückgezogen |       |       |       |       |       |       |       |       |       |       |